# Сукоксай
Сукокса́й, або Суко́к (узб. So'qoqsoy/Свқоқсой, So'qoq/Свқоқ) — гірська річка  у Паркентському районі Ташкентської області, ліва притока Лівобережного Карасу. У нижній течії зветься Самсарекса́й (узб. Samsaraksoy).
Верхов'я Сукокса мають рекреаційний потенціал і є об'єктом туризму. У басейні річки розташований будинок відпочинку «Сукок» та дитячі табори.

## Етимологія назви
Пропонувалися різні версії, які пояснюють топонім Сукок. В одній із версій він виробляється від словосполучення суви ок (узб. suvi oq/суві оқ) — «біла вода», в іншій — від сухмак (узб. soʻqmoq/свқмоқ) — «стежка». При цьому в історичних джерелах відоме написання Сухака. Топоніміст С. Караєв висловлює також припущення, що ім'я кишлаку Сукок було надано переселенцями з Ферганської долини річки Сох і в такому разі означає Малий Сох.

## Загальний опис
Довжина Сукокса складає 33 км, площа басейну - 75,4 км. Середньорічна витрата води дорівнює 1,96 м?/с. Живлення річки снігове та дощове, 60-70% річного стоку припадає на період з березня по травень. У квітні-травні спостерігаються селеві явища.
Води річки мають високу прозорість.

## Течія річки
Сукоксай утворюється на південно-західних схилах Чаткальського хребта  від злиття невеликих річок Саритупроксай і Міскенсай. На схід від початку знаходиться гірська вершина Акташ.
Сукоксай тече, здебільшого, у східно-західному напрямку, на окремих ділянках, маючи певний ухил на північ або на південь. З півночі вздовж русла тягнеться гірський хребет Шакурган. Від витоку річка проходить у вузькій тісні з високими берегами. У руслі трапляється велика кількість гальки та великих валунів. Дещо нижче, де на річці стоїть кишлак Сукок, долина Сукокса значно розширюється, а береги знижуються і згладжуються, хоча ще у верхній частині селища є обрив.
На східній околиці кишлаку знаходиться територія однойменного будинку відпочинку. Тут на схилах річкової долини густо росте лісова рослинність, що переходить вище в арчовник.
За кишлаком Сукоксай перетинається з магістральною автошляхом. У цій точці річка пролягає у улоговині.
Ще нижче правому березі розташований кишлак Самсарек. Тут сай повертає на північний схід, але, доходячи до автомобільної дороги між Джумабазаром та Паркентом, повертає колишній східно-південно-східний напрямок, протікаючи далі вздовж траси. Місцями на берегах знову з'являються стрімкі ділянки. За Самсареком для річки використовується назва Самсарексай.
У пониззі річка має значну ділянку, що пересихає. Трохи вище за населений пункт Навбахор (Каракалпак II) сай перетинається з каналом Хандам. Біля селища Джумабазар впадає до Лівобережного Карасу.

## Басейн Сукоксаю
Басейн Сукокса досить багатоводний. Найбільшою притокою річки є Чашмасай, що впадає праворуч.

## Рекреаційне значення
У басейні річки розташований будинок відпочинку «Сукок», а також дитячі табори. Будинок відпочинку має в своєму розпорядженні басейн, танцмайданчик і чайхана, його алеї обсаджені тополями, а на прилеглому узбережжі лісова рослинність створює густий полог.
У верхів'ї, недалеко від селища Сукок, річка утворює ряд заплав і запруд, зручних для купання. Поблизу розташоване відоме гірське джерело Чашма, яке вважається цілющим і оточене народними повір'ями. Маючи також мальовничу природу, ця місцевість є об'єктом туризму як об'єкт для заміського відпочинку та коротких походів.